# Svartkronad tyrann
Svartkronad tyrann (Empidonomus aurantioatrocristatus) är en fågel i familjen tyranner inom ordningen tättingar.

## Utseende och läte
Gråkronad tyrann är en medelstor (cirka 18 cm) gråaktig flugsnapparliknande fågel. Ovansidan är brungrå, på hjässan svart med en mestadels dold guldgul fläck. Den har vidare ett tydligt grått ögonbrynsstreck, mörkt ögonstreck och sotfärgade örontäckare. Undersidan är ljusgrå, på buken med en gulaktig anstrykning. Både näbb och ben är svarta. Ungfågeln har smala men tydliga vita fjäderspetsar på vingtäckare och inre vingpennor, medan stjärtpennorna har smala rostfärgade kanter. Jämfört med andra tyranner är den mestadels tystlåten, med en sträv sång som mestadels hörs enbart på häckplats.

## Utbredning och systematik
Svartkronad tyrann delas upp i två underarter med följande utbredning:
- Empidonomus aurantioatrocristatus pallidiventris – östra Brasilien (Rio Tapajós till norra Goiás och Piauí)
- Empidonomus aurantioatrocristatus aurantioatrocristatus – Bolivia till norra Argentina och södra Brasilien; övervintrar norrut till västra Amazonområdet

Arten är flyttfågel och har även påträffats tillfälligt så långt norrut som Venezuela, Panama och till och med USA.
Vissa placerar den i det egna släktet Griseotyrannus.

## Levnadssätt
Gråkronad tyrann häckar i öppna skogsområden. I ökenområdet Monte och Gran Chaco är den ofta en av de allra vanligaste fåglarna. Vintertid flyttar den norrut till tätare låglänta tropiska skogar, där den ofta påträffas i kronor på utskjutande träd varifrån den gör utfall för att fånga insekter i flykten.

## Status
Arten har ett stort utbredningsområde och beståndet anses stabilt. Internationella naturvårdsunionen IUCN listar den därför som livskraftig (LC).